# Garcinia tsimatimia
Garcinia tsimatimia là một loài thực vật có hoa trong họ Bứa. Loài này được ined. mô tả khoa học đầu tiên.